# Ratchaburi Football Club
Maillots
Actualités
Le Ratchaburi Football Club (en thaï : สโมสรฟุตบอลราชบุรี), plus couramment abrégé en Ratchaburi FC, est un club thaïlandais de football fondé en 2004 et basé dans la ville de Ratchaburi, dans la province de Ratchaburi.

## Histoire

### Repères historiques
- 2004 : fondation du club sous le nom de Ratchaburi FC
- 2012 : le club est renommé Ratchaburi Mitr Phol FC
- 2022 : le club est renommé Ratchaburi FC[2]

### Histoire du club
Fondé en 2004, sous le nom de Ratchaburi FC évolue en Ligue Provinciale de 2004 à 2006. En 2007, la Ligue Provinciale fusionne avec les championnats de la Fédération de Thaïlande de football, le club intègre la Thai Division 1. À la fin de la saison le club est relégué en Thai Division 2. 
Puis, il obtient deux promotions en deux saisons : la première à l'issue de la saison 2011 où il parvient à accéder en Thai Division 1 et la seconde l'année suivante où il remporte le championnat de deuxième division, accède en Thai Premier League. Lors de la saison 2012, le club est renommé en Ratchaburi Mitr Phol FC. L'entreprise Mitr Phol, est le sponsor principal du club.
Sa première saison parmi l'élite est mauvaise puisque le club termine à la quinzième place du classement. La saison suivante, Heberty termine meilleur buteur du championnat avec 26 buts inscrits. Et, le club termine à la quatrième du classement.

## Palmarès
| Compétitions nationales |
| --- |
| - Championnat de Thaïlande D2 (1) : - Champion : 2012. - Coupe de Thaïlande (1) : - Vainqueur : 2016 (titre partagé). - Coupe de la Ligue de Thaïlande : - Finaliste : 2012 et 2013. |

## Personnalités du club

### Présidents
- Boonying Nitikarnchana

### Entraîneurs
| Rang | Nom               | Période   |
| ---- | ----------------- | --------- |
| 1    | Somchai Maiwilai  | 2009-2010 |
| 2    | Prapol Pongpanich | 2010      |
| 3    | Somchai Maiwilai  | 2010-2013 |
| 4    | Ivan Palanco      | 2013      |
| 5    | Ricardo Rodríguez | 2014      |
| 6    | Àlex Gómez        | 2014      |
| 7    | Josep Ferré       | 2015      |
| 8    | Pacheta           | 2016-2017 |
| 9    | Christian Ziege   | 2018      |
| 10   | René Desaeyere    | 2018      |

| Rang | Nom                     | Période   |
| ---- | ----------------------- | --------- |
| 11   | Lassaad Chabbi          | 2018      |
| 12   | Manolo Márquez          | 2018-2019 |
| 13   | Francesc D'Asís Bosch   | 2019      |
| 14   | Marco Simone            | 2019      |
| 15   | Nuengrutai Srathongvian | 2019      |
| 16   | Chaitud Uamtham         | 2020      |
| 17   | Miloš Joksić            | 2020      |
| 18   | Somchai Maiwilai        | 2020-2022 |
| 19   | Bruno Pereira           | 2022      |
| 20   | Xavi Moro               | 2022–2023 |

## Infrastructures

### Stades
Entre 2004 et 2016, le club évolue au stade municipal de Ratchaburi, d'une capacité de 10 000 spectateurs. Depuis la saison 2016, le club évolue dans le stade Mitr Phol, d'une capacité de 10 000 spectateurs. Le club de football est le propriétaire de ce nouveau stade.

## Image et identité

### Logos

Logo du Ratchaburi FC
Ancien logo
Ancien logo